# Tondomulo
Tondomulo is een bestuurslaag in het regentschap Bojonegoro van de provincie Oost-Java, Indonesië. Tondomulo telt 4814 inwoners (volkstelling 2010).